# Dale Rudge
Dale Anthony Rudge (Wolverhampton, 9 settembre 1963) è un ex calciatore inglese, di ruolo attaccante.

## Carriera
In giovane età, sostenne dei provini per Aston Villa, Leeds e Manchester United. Nonostante le offerte dei Villans e dei Red Devils, però, scelse di rimanere in forza al Wolverhampton. Giocò una dozzina di partite nel campionato 1982-1983, stagione in cui i Wolves si guadagnarono la promozione nella massima divisione inglese. Il club retrocesse però alla fine della First Division 1983-1984, classificandosi all'ultimo posto. Così, Rudge fu ceduto al Preston, anche per via delle ristrettezze economiche in cui si ritrovava il Wolverhampton. Svincolato nell'estate 1986, passò ai norvegesi dello Djerv 1919. Il club centrò la promozione nella 1. divisjon nel campionato 1987. Rudge giocò il primo incontro nella massima divisione in data 1º maggio 1988, nel pareggio per 1-1 contro il Tromsø. Il Djerv retrocesse a fine stagione e Rudge scelse di tornare in patria, poiché sua moglie sentiva nostalgia dell'Inghilterra. Giocò così per qualche altro anno allo Hednesford Town.